# 后百户胡同
后百户胡同，是位于中国北京市西城区中部的一条胡同。现已无存。

## 简介
后百户胡同为东西走向，中有折弯，过去东到闹市口中街，西到前百户胡同，全长150米，平均宽4米。原先地处金中都崇智关，建有唐薛仁贵祠。薛仁贵曾经首任安东都护，白衣征战，被称为虎将，所以祠前设有白石虎，祠也俗称为白虎神庙，简称白虎庙。明朝此地纳入北京内城，形成街巷，称“白虎庙街”。清朝，“白虎”谐音为“百户”，并且派生为“前百户庙”与“后百户庙”。该胡同在北，所以称“后百户庙”。1965年北京市整顿地名时，改称“后百户胡同”。2000年代，后百户胡同全部拆除，原址兴建长安兴融中心。